# Jan Jerzy (książę Karniowa)

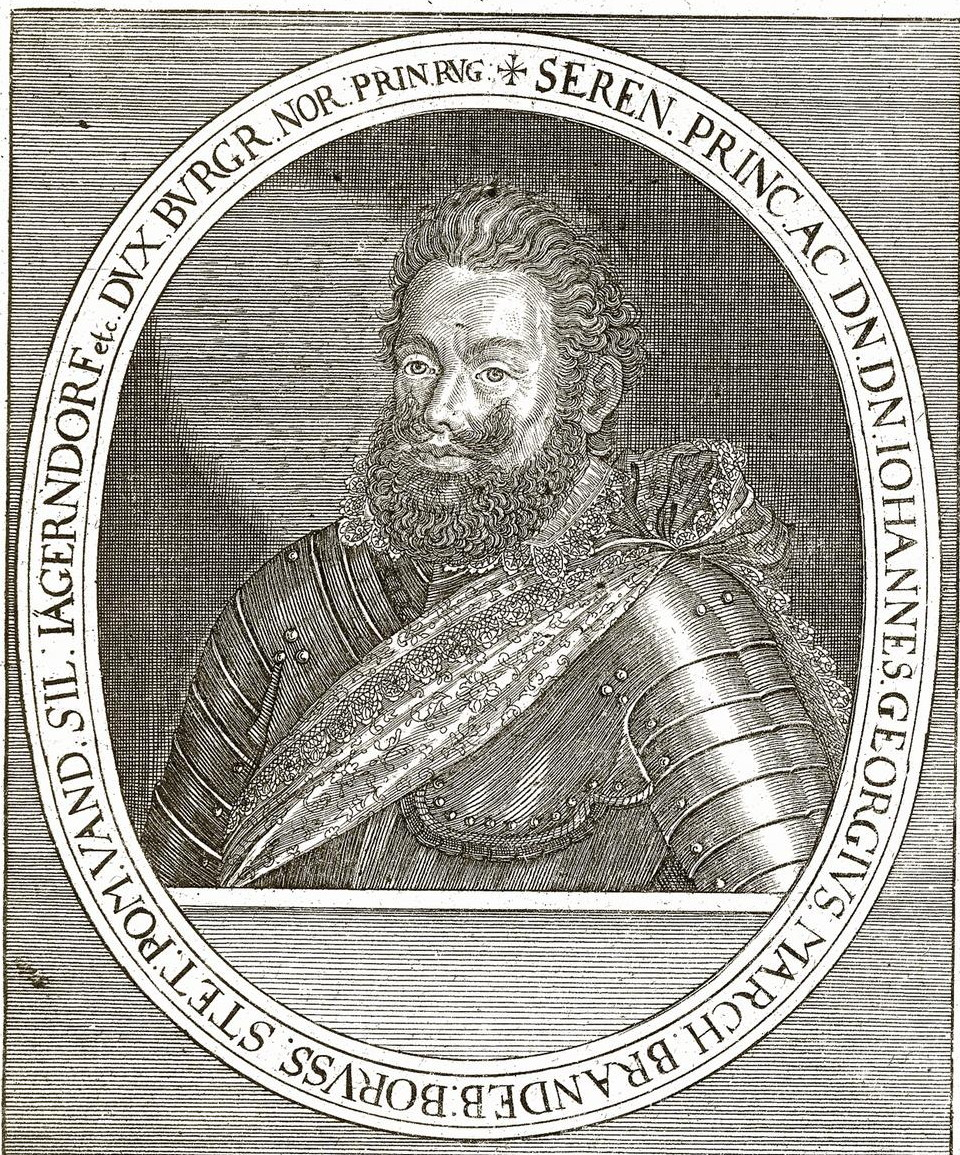
Jan Jerzy Hohenzollern, grafika autorstwa Matthäusa Meriana

Jan Jerzy Hohenzollern (ur. 16 grudnia 1577, zm. 2 marca 1624) – książę Karniowa, pan Bytomia, Tarnowskich Gór i Bogumina.

## Rodzice
Urodził się 16 grudnia 1577 r. w Wolmirstedt, jako drugi syn elektora brandenburskiego Joachima Fryderyka i jego pierwszej żony Katarzyny Hohenzollern. 

## Życie i działalność
W 1588 r. ze starszym bratem Janem Zygmuntem przebywał na uniwersytecie w Strasburgu. Cztery lata później większość tamtejszych kanoników, przychylna protestantom, wybrała go na administratora diecezji strasburskiej. 
W 1606 r. przejął rządy nad księstwem karniowskim, ziemią bytomską i bogumińską. W 1608 r. był obecny w Tarnowskich Górach, wówczas największym mieście i siedzibie władz ziemi bytomskiej, na uroczystościach przeniesienia władz miasta do nowej siedziby. Bytomianom w 1609 r. potwierdził statuty cechu rzeźników, w 1611 r. przywileje dla szewców, a w 1617 r. dla krawców. W dniu 3 stycznia 1613 r. potwierdził dawne przywileje miasta, dodatkowo przyznał radzie prawo patronatu nad kościołem parafialnym i zmienił terminy ustanowionych w 1561 r. jarmarków. W dniu 6 stycznia 1620 r. wydzierżawił Janowi Siekwiecińskiemu zamek w Świerklańcu, folwark Brzozowice oraz dwie kopalnie rud żelaza w Kochłowicach i Brynicy na trzy lata.
W 1611 r. zmienił wyznanie z luterańskiego na kalwińskie. W 1616 r. został wielkim mistrzem protestanckiej (luterańskiej) gałęzi joannitów, znanej później pod nazwą  Baliwatu Brandenburskiego,
Cesarz i król Czech Rudolf II Habsburg wniósł sprawę do sądu domagając się zwrotu ziemi bytomskiej i bogumińskiej, nadanych Hohenzollernom tylko tytułem zastawu. Wydany werdykt nakazywał zwrot ziemi Habsburgom, ale za wypłatą tzw. grosza zastawnego.
Po wybuchu wojny trzydziestoletniej został wybrany dowódcą wojsk protestantów śląskich, walczących z katolickim cesarzem Ferdynandem II Habsburgiem. Po klęsce powstańców czeskich na Białej Górze został w 1621 r. skazany na banicję i konfiskatę dóbr. Księstwo karniowskie otrzymał rok później książę Karol von Liechtenstein. Ziemię bytomską i bogumińską otrzymał Łazarz I Henckel von Donnersmarck.
Zmarł 2 marca 1624 r. w Lewoczy (skąd pochodziła rodzina Henckel von Donnersmarcków). Został pochowany w Koszycach.

## Rodzina
Jan Jerzy ożenił się 3 czerwca 1610 r. w Karniowie z Ewą Krystyną Wirtemberską (ur. 6 maja 1590; zm. 18 marca 1657), córką księcia wirtemberskiego Fryderyka i Sybylli z Anhaltu (1564–1614). Owocem małżeństwa było pięcioro dzieci: 
- Katharine Sibylle (1611–1612)
- Georg (1613–1614)
- Albrecht (1614–1620)
- Katharina Sibylle (ur./zm. 1615)
- Ernst von Brandenburg (1617–1642)

## Najważniejsza literatura
- Th. Kirsch, Johann Georg, w: Allgemeine Deutsche Biographie, Bd 14, Leipzig 1880.
- Bytomski Słownik Biograficzny, pod red. Jana Drabiny, Bytom 2004
- Radek Fukala, Jan Jiří Krnovský. Stavovské povstání a zápas s Habsburky, České Budějovice 2005